# ブレント・ルッカー
テリー・ブレント・ルッカー・ジュニア（Terry Brent Rooker Jr., 1994年11月1日 - ）は、アメリカ合衆国テネシー州ジャーマンタウン出身のプロ野球選手（外野手、一塁手）。右投右打。MLBのアスレチックス所属。

## 経歴

### プロ入り前
ミシシッピ州立大学に在学中、2016年のMLBドラフト38巡目（全体1143位）でミネソタ・ツインズから指名されたが、契約せず大学に残留。
2017年はサウスイースタン・カンファレンスのリーグ戦で打率.387、23本塁打、82打点、OPS1.306の圧倒的な成績を残し、カンファレンス史上2人目の打撃三冠王を達成。米Collegiate Baseball Newspaper紙が選ぶ同年の大学球界最優秀選手にブレンダン・マッケイ（ルイビル大学）との同時受賞で選ばれた。

### プロ入りとツインズ時代
2017年のMLBドラフト1巡目・戦力均衡ラウンドA（全体35位）でツインズから再度指名を受け、7月16日にツインズと契約を結んだ。傘下のアパラチアンリーグのルーキー級エリザベストン・ツインズでプロデビューした。
その後、3年目の2019年にはAAA級ロチェスター・レッドウイングスまで昇格。同年はAAA級ロチェスターで65試合に出場し打率.281、14本塁打、47打点の成績を残し、同年のAAA級のオールスターゲームにも出場した。
2019年のシーズン終了後には、同年のプレミア12に出場する野球アメリカ合衆国代表に選出。大会では3本塁打を記録して本塁打王のタイトルを獲得し、指名打者として大会ベストナインにも選出される活躍を見せた。
2020年は新型コロナウイルス感染症の世界的流行に伴い、7月18日に同年のロースターに関する新規定によって設けられたプレイヤー・プールに登録され、代替トレーニング地にて調整を行っていた。その後、9月4日にメジャー契約を結んでアクティブ・ロースター入りし、同日のデトロイト・タイガース戦（ターゲット・フィールド）のダブルヘッダー第1試合において「7番・左翼手」でメジャー初出場。同年は最終的に7試合に出場し打率.316を記録した他、9月8日のセントルイス・カージナルス戦ダブルヘッダー第2試合（ブッシュ・スタジアム）ではダニエル・ポンセデレオンからメジャー初本塁打を記録した。
2021年は開幕をメジャーで迎えたが、4月7日に頸部を痛め10日間の故障者リスト入りした。その後復帰したが打率.103と低迷し、4月29日にマイナー降格となった。

### パドレス時代

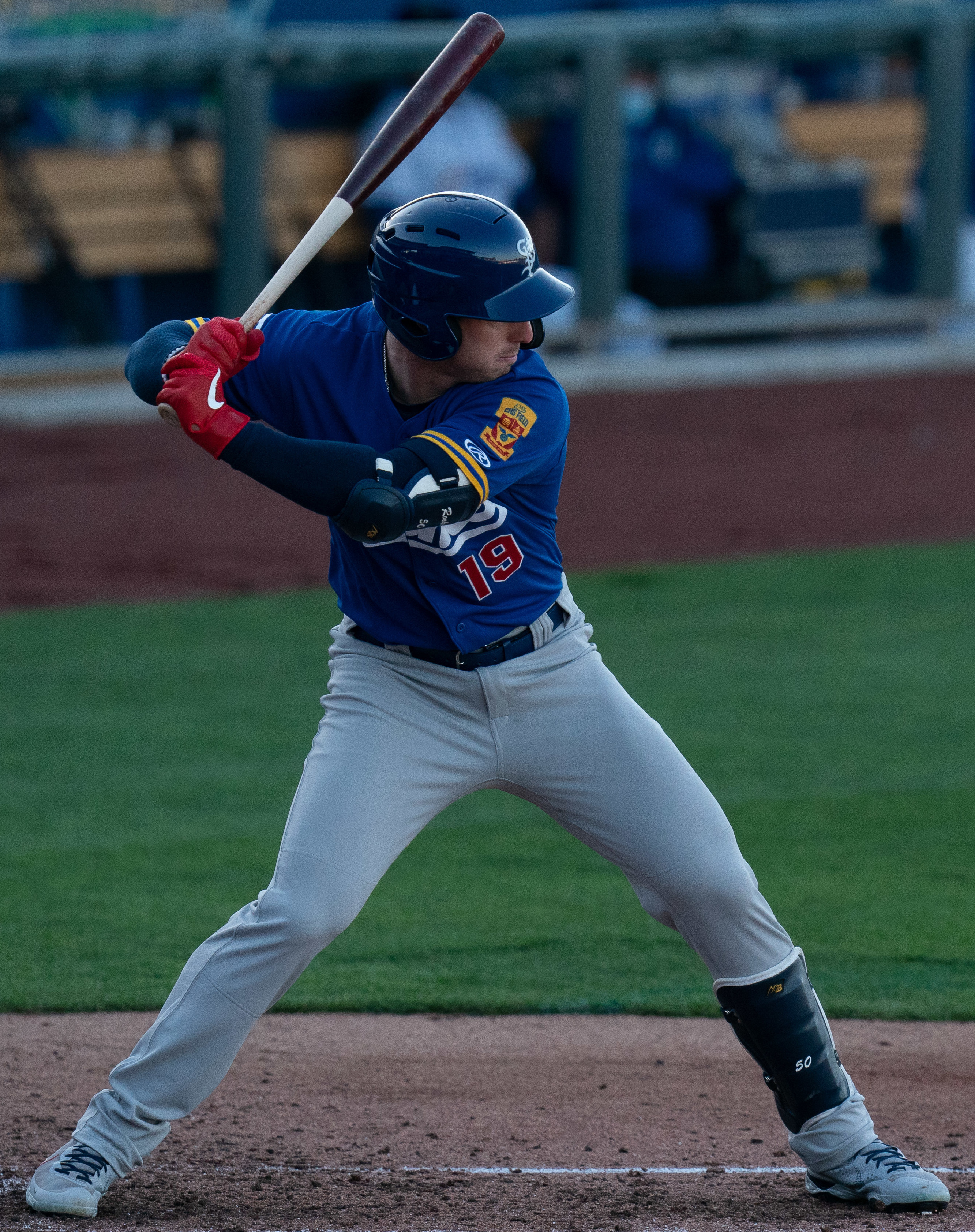
AAA級エルパソ時代
（2022年5月22日）

2022年4月7日にクリス・パダック、エミリオ・パガン、金銭とのトレードで、テイラー・ロジャース、金銭と共にサンディエゴ・パドレスへ移籍した。

### ロイヤルズ時代
2022年8月2日にキャム・ギャラガーとの交換トレードでカンザスシティ・ロイヤルズに移籍した。 ロイヤルズでは14試合に出場し、打率.160、出塁率.276、長打率.200、2打点を記録した。11月15日にDFAとなった。

### アスレチックス時代
2022年11月17日にウェイバー公示を経てオークランド・アスレチックスに移籍した。
2023年はスプリングトレーニングからチーム内の地位を獲得し、5月1日までの1週間には24打数10安打、5本塁打、11打点の成績を残し、アメリカン・リーグ週間MVP選手に選ばれた。7月には選手間投票で初となるオールスターゲームに選出された。ランディ・アロザレーナの代わりとしてゲームに出場し、左翼手として守ったルッカーは、2打数1安打、1二塁打を記録した。ルッカーはシーズンを通して30本塁打、69打点、OPS.817、137試合に出場し、463打数、226塁打、172三振でチーム内トップの成績を収め、 安打数114はエステウリー・ルイーズと並んで1位タイだった。さらに打率.246、出塁率.329、長打率.488を記録し、三振率32.7%はアメリカン・リーグトップだった。
2024年シーズンの開幕戦ではチームの4番打者としてスタートした。最初の8試合で打率.200、2本塁打、16三振に留まった後、4月11日に10日間の故障者リストに入った。復帰後の5月6日にはアメリカン・リーグ週間MVPに選ばれた。 シーズンでは145試合に出場し、打率.293、39本塁打、112打点、11盗塁を記録した。39本塁打はアメリカン・リーグ4位タイの数字であり、初のシルバースラッガー賞（指名打者部門）を受賞した。オフに5年総額6000万ドルの契約延長で合意。

## 詳細情報

### 年度別打撃成績
| 年 度    | 球 団    | 試 合 | 打 席 | 打 数 | 得 点 | 安 打 | 二 塁 打 | 三 塁 打 | 本 塁 打 | 塁 打 | 打 点 | 盗 塁 | 盗 塁 死 | 犠 打 | 犠 飛 | 四 球 | 敬 遠 | 死 球 | 三 振 | 併 殺 打 | 打 率 | 出 塁 率 | 長 打 率 | O P S |
| -------- | -------- | ----- | ----- | ----- | ----- | ----- | -------- | -------- | -------- | ----- | ----- | ----- | -------- | ----- | ----- | ----- | ----- | ----- | ----- | -------- | ----- | -------- | -------- | ----- |
| 2020     | MIN      | 7     | 21    | 19    | 4     | 6     | 2        | 0        | 1        | 11    | 5     | 0     | 0        | 0     | 0     | 0     | 0     | 2     | 5     | 0        | .316  | .381     | .579     | .960  |
| 2021     | MIN      | 58    | 213   | 189   | 25    | 38    | 10       | 0        | 9        | 75    | 16    | 0     | 0        | 0     | 0     | 15    | 0     | 9     | 70    | 1        | .201  | .291     | .397     | .688  |
| 2022     | SD       | 2     | 7     | 7     | 0     | 0     | 0        | 0        | 0        | 0     | 0     | 0     | 0        | 0     | 0     | 0     | 0     | 0     | 4     | 0        | .000  | .000     | .000     | .000  |
| 2022     | KC       | 14    | 29    | 25    | 1     | 4     | 1        | 0        | 0        | 5     | 2     | 0     | 0        | 0     | 0     | 3     | 0     | 1     | 7     | 2        | .167  | .276     | .200     | .476  |
| '22計    | KC       | 16    | 36    | 32    | 1     | 4     | 1        | 0        | 0        | 5     | 2     | 0     | 0        | 0     | 0     | 3     | 0     | 1     | 11    | 2        | .125  | .222     | .156     | .378  |
| 2023     | OAK      | 137   | 526   | 463   | 61    | 114   | 20       | 1        | 30       | 226   | 69    | 4     | 0        | 0     | 4     | 49    | 1     | 10    | 172   | 11       | .246  | .329     | .488     | .817  |
| 2024     | OAK      | 145   | 614   | 546   | 82    | 160   | 26       | 2        | 39       | 307   | 112   | 11    | 3        | 0     | 4     | 59    | 4     | 5     | 177   | 5        | .293  | .365     | .562     | .927  |
| MLB：5年 | MLB：5年 | 363   | 1410  | 1249  | 173   | 322   | 59       | 3        | 79       | 624   | 204   | 15    | 3        | 0     | 8     | 126   | 5     | 27    | 435   | 19       | .258  | .337     | .500     | .837  |

- 2024年度シーズン終了時

### 年度別守備成績
| 年 度 | 球 団 | 左翼（LF） | 左翼（LF） | 左翼（LF） | 左翼（LF） | 左翼（LF） | 左翼（LF） | 右翼（RF） | 右翼（RF） | 右翼（RF） | 右翼（RF） | 右翼（RF） | 右翼（RF） |
| 年 度 | 球 団 | 試 合      | 刺 殺      | 補 殺      | 失 策      | 併 殺      | 守 備 率   | 試 合      | 刺 殺      | 補 殺      | 失 策      | 併 殺      | 守 備 率   |
| ----- | ----- | ---------- | ---------- | ---------- | ---------- | ---------- | ---------- | ---------- | ---------- | ---------- | ---------- | ---------- | ---------- |
| 2020  | MIN   | 1          | 0          | 0          | 0          | 0          | ----       | 4          | 4          | 0          | 0          | 0          | 1.000      |
| 2021  | MIN   | 38         | 64         | 1          | 0          | 0          | 1.000      | 8          | 8          | 1          | 1          | 0          | .900       |
| 2022  | SD    | 2          | 6          | 0          | 0          | 0          | 1.000      | -          | -          | -          | -          | -          | -          |
| 2022  | KC    | 6          | 7          | 1          | 0          | 1          | 1.000      | 1          | 0          | 0          | 0          | 0          |            |
| '22計 | KC    | 8          | 13         | 1          | 0          | 1          | 1.000      | 1          | 0          | 0          | 0          | 0          |            |
| 2023  | OAK   | 29         | 42         | 2          | 1          | 0          | .978       | 31         | 71         | 1          | 3          | 0          | .960       |
| 2024  | OAK   | 9          | 12         | 0          | 0          | 0          | 1.000      | 5          | 4          | 0          | 0          | 0          | 1.000      |
| MLB   | MLB   | 85         | 131        | 4          | 1          | 1          | .993       | 49         | 87         | 2          | 4          | 0          | .957       |

- 2024年度シーズン終了時

### 表彰
- WBSCプレミア12・ベストナイン：1回（指名打者：2019年）
- シルバースラッガー賞（指名打者部門）：1回（2024年）

### 記録
- MLBオールスターゲーム選出：1回（2023年）

### 背番号
- 50（2020年 - 2021年）
- 12（2022年）
- 55（2022年）
- 25（2023年 - ）